# ميليشيا نمور الأحرار

شعار الميليشيا

ميليشيا نمور الأحرار، هي ميليشيا لبنانية لعبت دورا مهما في بداية الحرب الأهلية اللبنانية بصفتها الذراع العسكري لحزب الوطنيين الأحرار.

## تاريخ
أسس داني شمعون ميليشيا النمور سنة 1968 وقد قدمت أولا كالحرس الشخصي لوالده مؤسس حزب الوطنيين الأحرار، الرئيس الأسبق كميل شمعون. ابتداء من العام 1974 بدأت الميليشيا بإقامة حواجز شرقي بيروت أساسا حول مخيم تل الزعتر مما أدى إلى حدوث عدة مناوشات مع المسلحين الفلسطينيين المتمركزين داخل المخيم. مع بداية الحرب في أبريل 1975، كانت ميليشيا نمور الأحرار تشكل ثاني أكبر تنظيم عسكري يميني بعد الكتائب، بقوة بلغت حوالي 3,500 عنصرا. خاضت سنتي 1975 و 1976 معارك ضارية ضد ميليشيات الحركة الوطنية اللبنانية والتنظيمات الفلسطينية. ومن أبرز المعارك التي شاركت فيها معركة الكرنتينا ومعركة تل الزعتر التي منيت فيها بخسائر معتبرة. في أغسطس 1976 قررت الجبهة اللبنانية التحالف اليميني الذي ينتمي إليه حزب الوطنيين الأحرار، تشكيل جناح عسكري يشمل كل ميليشياته باسم القوات اللبنانية تحت قيادة بشير الجميل. ما لبثت أن بدأت علاقة ميليشيا النمور مع قيادة القوات اللبنانية تتوتر شيئا فشيئا بسبب النزاع على الحواجز. اتخذ بشير الجميل قرارا بما أسماه «توحيد البندقية»، وفي 7 يوليو 1980 شنت قواته هجوما كاسحا على مواقع ميليشيا النمور ملحقة خسائر فادحة بعناصرها. فقدت الميليشيا كل مواقعها وأجبر داني شمعون إلى اللجوء إلى المناطق التي يسيطر عليها اليسار والجيش السوري. حلت ميليشيا نمور الأحرار وأصبحت القوات اللبنانية اللاعب الأساسي الأوحد في صفوف اليمين.

داني شمعون قائد ميليشيا نمور الأحرار

حاليا هناك مجموعة تطلق على نفسها اسم «قدامى نمور الأحرار» بقيادة عبد الله بوب عزام وجورج الأعرج رئيس الأركان السابق في الميليشيا، تعارض قيادة رئيس حزب الوطنيين الأحرار دوري شمعون وهي مقربة من رئيس التيار الوطني الحر ميشال عون.

## وصلات خارجية
- موقع يعنى بميليشيا نمور الأحرار